# 2021—22年美國職業棒球大聯盟停擺事件
2021─22年美國職業棒球大聯盟停擺事件是美國職業棒球大聯盟歷史上的第9次罷工事件。此次罷工事件於北美东部时区2021年12月2日凌晨0點1分開始，美國職業棒球大聯盟老闆一致投票決定在2016年集体谈判到期後實施停擺工會，並在2022年3月10日結束罷工時簽署了一項新的協議。
2021-22 赛季的停工是自 1994-95 赛季罢工以来的首次 MLB 停工，也是自 1990 年以来球员的首次停工。这是三个赛季中常规赛的第二次中断，2020 赛季因 COVID-19 大流行而被推迟和缩短。

## 背景
美国职业棒球大联盟 （MLB） 和美国职业棒球大联盟球员协会 （MLBPA）（MLB 球员的工会、商业和慈善基金会）之间的集体谈判协议 （CBA） 通常以五年为基础批准，最近的 CBA 于 2016 年 12 月 1 日获得批准。美国职业棒球大联盟（MLB）和球员协会根据CBA的条款运作，直到美国东部时间2021年12月1日晚上 11：59。CBA 影响 MLB 赛季的所有经济方面，包括赛季的长度、球员在公路旅行中可能获得的每日津贴，以及自由球员和工资仲裁的语义。 最近一次 MLB 停工是从 1994 年持续到 1995 年的罢工，导致 1994 年世界大赛取消。上一次所有者对球员发起停赛是在 1990 年。美国职业棒球大联盟（MLB）和球员工会之间最近的一次争端是在2020年，当时球员和球队争论如何重组受COVID-19大流行影响的赛季。

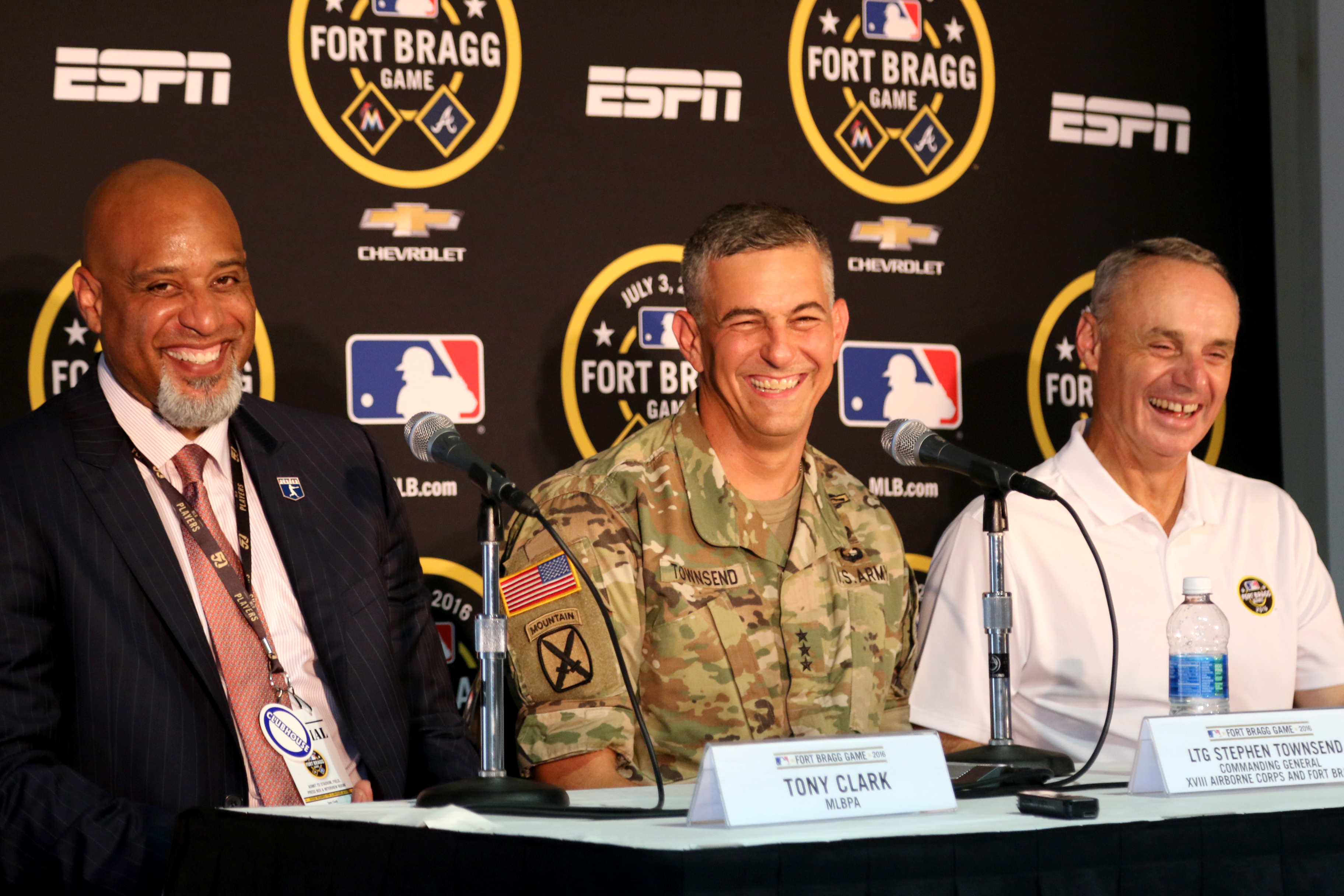
Tony Clark (left), executive director of the players' union, with Lt. Gen. Stephen J. Townsend (center) and Rob Manfred (right), the Commissioner of Baseball, in 2016

## 谈判
许多 MLB 球队担心停工会导致合同签署冻结，因此在 11 月底争先恐后地签下了著名的自由球员。在停赛前的自由球员期内签署了超过 19 亿美元的新合同，其中包括 12 月 1 日签署的单日创纪录的 14 亿美元的合同。
美国中部标准时间 2021 年 11 月 30 日上午 10：00，即 CBA 到期前一天，MLBPA 在德克萨斯州欧文的四季酒店向 MLB 提出了经济提案。MLB 所有者和谈判代表随后独立讨论了该提案，双方在下午 3：00 再次开会进行进一步的谈判。12 月 1 日下午，会谈恢复了 7 分钟，然后戛然而止。工会拒绝了联盟提出的放弃某些要求的提议，包括改变自由球员流程。当联盟代表 Dan Halem 和 Richard Monfort 离开酒店时，谈判停止了。那天晚上，MLB 老板一致投票决定在 2016 年 CBA 到期时实施停工。